# Lynchage médiatique
Ne doit pas être confondu avec Procès-spectacle, Procès fictif ou Tribunal d'opinion.
Un lynchage médiatique, aussi appelé procès médiatique, est une critique systématique et virulente par des médias d'une personne ou d'un groupe de personnes. Un tel lynchage renvoie à une couverture médiatique particulièrement négative, qui affecte la réputation de la personne ciblée. Les attaques dont la personne fait l'objet peuvent être indépendantes du verdict rendu par la justice.

## Concept
Le terme de lynchage fait originellement référence à William Lynch, juge américain qui mit en place des procès expéditifs contre des loyalistes qui soutenaient la couronne britannique, et qui aboutissaient souvent à une pendaison. Le terme entre ensuite dans le langage courant. Le terme de « médiatique » lui est accolé au XXe siècle afin de désigner l'utilisation des médias comme vecteur d'accusation. 
Serge July remarque que le concept est souvent mobilisé par les accusés pour renverser la culpabilité. Ainsi, « l'utilisation de cette formule appartient au registre de la défausse ; elle est censée transformer un homme accusé et mis en examen en victime ».

## Limites
Afin de limiter la possibilité de lynchage médiatique, certains pays ont mis en place des obstacles juridiques. Ainsi des lois contre la diffamation, que les victimes de lynchages peuvent mobiliser. Toutefois, les lois protégeant la liberté de la presse peuvent être mobilisées en faveur de l'expression des médias. 
Des lois peuvent, entre autres, réduire les délais de prescription, ou encore exiger l'envoi d'un avis dans un très bref délai au bureau d'un journal, sans quoi aucune action ne peut être intentée. À titre d'exemple, aux articles 2 et 3 de la Loi sur la presse, le législateur québécois établit un délai de prescription de trois mois et exige l'envoi d'un avis préalable au bureau du journal.
À cet égard, la presse traditionnelle peut dans certains cas bénéficier d'un avantage sur les médias sociaux parce que les lois nationales qui protègent la liberté de presse sont parfois anciennes et elles peuvent dans certains endroits ne protéger que les journaux. En revanche, quant au montant à payer à la victime plutôt que l'exercice du recours, les médias sociaux et leurs utilisateurs peuvent parfois bénéficier d'un avantage sur les médias traditionnels s'il y a une quantité réduite de personnes qui voient un message diffamatoire (par ex. seulement 150 personnes qui verraient un message diffamatoire sur un réseau social).